# Bischwind am Raueneck
Bischwind am Raueneck (amtlich: Bischwind a. Raueneck) ist ein Gemeindeteil der Stadt Ebern im unterfränkischen Landkreis Haßberge in Bayern.

## Geografie
Das Kirchdorf liegt im östlichen Teil des Landkreises in einer Talmulde, die vom Bischwinder Bach durchflossen und als Brünner Dorfbach zum rechten Zufluss der Baunach wird. Die Kreisstraße HAS 49 von Hohnhausen nach Fischbach und HAS 50 von Albersdorf nach Leuzendorf in Unterfranken führen durch den Ort.

## Geschichte
Der Ortsname weist auf die Gründung durch fränkische Siedler hin. Der Ortsname bedeutet bei den Wenden des Bischofs.
Die Erstnennung von Bischwind war indirekt 1151 mit „Rovdolfus de biscofheswineden“ als Zeuge in einer Bamberger Urkunde. Dies ist allerdings fraglich, da der Ort mit Bischwind bei Heilgersdorf und Bischwind bei Gerolzhofen in älteren Urkunden nicht ohne weiteres auseinandergehalten werden kann. 1231 wurde ein Hartung von Bischwind mit seinen vier Söhnen unter den Bamberger Dienstleuten genannt. 1232 folgte eine Nennung in der Teilungsurkunde des Würzburger Fürstbischofs Hermann, in der Ebern von der Pfarrei Pfarrweisach getrennt wurde und „Bischoffswinden“ bei Pfarrweisach blieb. 1351 erhielt Apel Fuchs ein Viertel des Zehnts in „Bischofswinden“ (sub castro Bramberg).
1862 wurde die seit 1818 selbstständige Landgemeinde Bischwind in das neu geschaffene bayerische Bezirksamt Ebern eingegliedert. Im Jahr 1871 zählte das Kirchdorf 300 Einwohner, von denen 220 Katholiken und 80 Protestanten waren, sowie 52 Wohngebäude. Die Katholiken gehörten zum Sprengel der 5,0 Kilometer entfernten Pfarrei Jesserndorf, die Protestanten zur 3,5 Kilometer entfernten Pfarrei Burgpreppach. Eine katholische Bekenntnisschule befand sich im Ort. 1900 hatte die 762,79 Hektar große Gemeinde 263 Einwohner und 48 Wohngebäude. 1925 lebten in Bischwind 274 Personen, von denen 214 katholisch waren, in 50 Wohngebäuden.
1950 hatte Bischwind 350 Einwohner und 50 Wohngebäude. Im Jahr 1961 zählte das Kirchdorf 300 Einwohner und 51 Wohngebäude. 1970 waren es 306 und 1987 246 Einwohner sowie 56 Wohngebäude mit 57 Wohnungen.
Am 1. Juli 1972 folgte im Rahmen der Gebietsreform die Auflösung des Landkreises Ebern, und Bischwind kam zum Haßberg-Kreis. Am 1. Januar 1976 erfolgte die Eingemeindung nach Ebern.
Sieben Vollerwerbslandwirte hatte Bischwind im Jahr 2017.

## Baudenkmäler

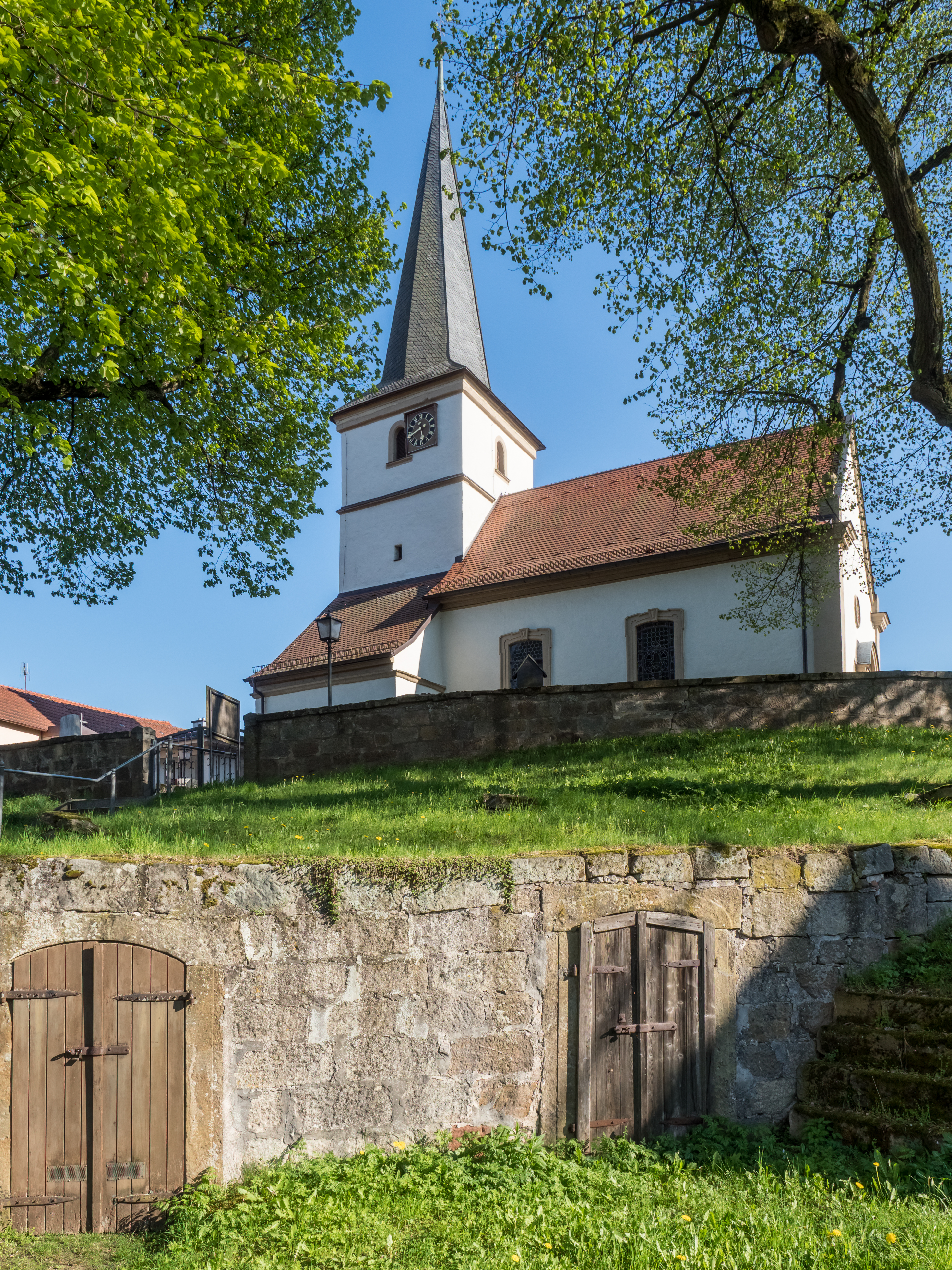
Katholische Pfarrkirche Mariä Verkündigung

Die katholische Pfarrkirche Mariä Verkündigung steht, das Ortsbild prägend, auf einem Hügel innerhalb einer Ummauerung. Die Chorturmkirche hat einen spätmittelalterlichen Kern. Das Langhaus, ein Saalbau mit einem Satteldach, stammt aus dem Jahr 1722.
In der Bayerischen Denkmalliste sind insgesamt vier Baudenkmäler in Bischwind aufgeführt.